# برايان مورتون (صحفي الموسيقى)
برايان مورتون (بالإنجليزية: Brian Morton)‏ هو صحفي وكاتب ومؤلف بريطاني، ولد في 1954 في بيزلي في المملكة المتحدة.

## وصلات خارجية
- برايان مورتون على موقع ميوزك برينز (الإنجليزية)
- برايان مورتون على موقع ديسكوغز (الإنجليزية)